# Ingrid Christensen
Ingrid Christensen (10 de octubre de 1891 - 18 de junio de 1976) fue una de las primeras exploradoras polares. Fue la primera mujer en ver la Antártida y aterrizar en el continente antártico. La costa de Ingrid Christensen en la Antártida fue nombrada en su honor.

## Carrera

### Exploración antártica
Christensen hizo cuatro viajes a la Antártida con su esposo Lars en el barco Thorshavn en la década de 1930, convirtiéndose en la primera mujer en ver la Antártida, la primera en sobrevolarla y, posiblemente, la primera en aterrizar en el continente antártico.
En 1931, Christensen navegó con Mathilde Wegger. La expedición avistó y nombró el pico Bjerkö el 5 de febrero de 1931, convirtiendo a Christensen y Wegger en las primeras mujeres en ver la Antártida. Douglas Mawson informó que vio a dos mujeres a bordo de un barco noruego, que probablemente eran Christensen y Wegger, durante su expedición BANZARE. Se telegrafió a los medios de comunicación australianos: "...fue asombrosa y dramática la aparición en sus cubiertas de dos mujeres. La suya es una experiencia única, porque quizás son los primeros miembros de su sexo en visitar la Antártida".
En 1933, Christensen navegó con Lillemor Rachlew, quien llevaba un diario y tomaba fotografías, que aparecieron finalmente en el libro de Lars Christensen a pesar de que no pudieron pisar tierra Antártida en ese momento. Christensen navegó hacia el sur por tercera vez en 1933 con Ingebjørg Dedichen, pero de nuevo no logró desembarcar, aunque circunnavegó casi todo el continente. En 1934, Caroline Mikkelsen, nacida en Dinamarca y esposa del capitán Klarius Mikkelsen, navegó a la Antártida y aterrizó en las Islas Tryne el 20 de febrero de 1935. Se creía inicialmente que era la primera mujer en poner un pie en la Antártida; sin embargo, dado que Mikkelsen desembarcó en una isla antártica, se considera que Christensen fue la primera mujer en poner un pie en la Antártida.
Entre 1936 y 1937 Christensen hizo su cuarto y último viaje al sur, con su hija Augusta Sofie Christensen, Lillemor Rachlew y Solveig Widerøe, las "cuatro damas" que dieron nombre al banco submarino Four Ladies durante el viaje. El 30 de enero de 1937, el diario de Lars Christensen registró que Ingrid Christensen desembarcó en el monolito de Scullin, convirtiéndose en la primera mujer en pisar el continente antártico, seguida de las otras tres damas.